# 東京ユナイテッドバスケットボールクラブ
東京ユナイテッドバスケットボールクラブ（とうきょうユナイテッドバスケットボールクラブ、英: Tokyo United Basketball Club）は、東京都江東区に本拠を置く江東区初のプロバスケットボールチーム。運営法人は株式会社東京ユナイテッドバスケットボールクラブ。2021年に創設され、現在はB3リーグに所属している。略称は東京U及びTUBC（ティーユービーシー）。

## 概要
チーム名の「ユナイテッド」は、クラブが理念として掲げる「MAKE:UNITED」に由来する。バスケットボールやエンターテイメントを通じて、人と人とがつながりあう「TOKYOの新しいコミュニティ」を創出することを目指しており、親指を立てた両拳(2人の場合はお互いの拳)を合わせて"U"を形作る「ユナイテッドポーズ」をチームポーズとしている。
チームエンブレム及びロゴでは、5本のラインが描かれている。これは、5人の選手たちが勝利を目指し突き進む姿を表すとともに、クラブ拠点である東京ベイエリアの水辺の様子を表現する。

### ユニフォーム

#### ユニフォームスポンサー （2024-25シーズン）
- 前面：株式会社セプテーニ・ホールディングス（中央）
- 背面：クララ株式会社（選手名下部）
- パンツ：日本管財株式会社（右前面）、江東区（左背面）、株式会社マリモクラフト（右背面）

#### ユニフォームサプライヤー
- 2022 - 現在 : UNDER ARMOR[7]

#### 歴代ユニフォーム
| 2022 - 23 | 2023 - 24 | 2024 - 25 |
|           |           |           |

| 2022 - 23 | 2023 - 24 | 2024 - 25 |
|           |           |           |

### ホームアリーナ
メインのアリーナは有明アリーナ。年間数回程度をメインアリーナ（収容人員：約15,000人）で開催し、残りをサブアリーナで開催している。
| シーズン | リーグ | ホームゲーム数 | 有明            | その他の会場      | ポストシーズン |
| 2022-23  | B3     | 26             | メイン4、サブ14 | 有明SC 8          |                |
| 2023-24  | B3     | 24             | メイン6、サブ14 | 有明SC 2、江戸川2 |                |
| 2024-25  | B3     | 26             | メイン6、サブ16 | 江戸川2、荒川2    | 有明サブ3      |

会場凡例
- 有明 - 有明アリーナ
- 有明SC - 有明スポーツセンター
- 江戸川 - 江戸川区スポーツセンター
- 荒川 - 荒川総合スポーツセンター

## 歴史

### 参入前
- 2021年（令和3年）
  - 9月9日 - B3リーグ 2022-23シーズン公式試合参加資格・第1次審査に合格[8]。
- 2022年（令和4年）
  - 4月14日 - B3リーグ 2022-23シーズン公式試合参加資格・最終審査に合格[9]。
  - 4月20日 - B3リーグ理事会から2022-23シーズンからのB3リーグ入会を立川ダイス、ヴィアティン三重、湘南ユナイテッドBCと共に承認された[10]。

### B3リーグ

#### 2022-23シーズン
スローガン：Be aggressive～愛され、応援されるチームに～
初代ヘッドコーチには前季まで東京八王子ビートレインズでHCを務めていた早水将希が就任。選手も同様に前季B3でプレーしていた選手を中心に獲得。プレシーズンマッチで格上のB2クラブと対戦し勝利を収め、シーズン前からポテンシャルの高さを伺わせた。レギュラーシーズンでも格上相手に勝利を収める試合もあり、新規参入チームで唯一のB3 PLAYOFFSに出場。しかし、QUARTERFINALSで静岡に敗れ、参入1年目のシーズンを終えた。また、コート外では日本フットボールリーグの東京武蔵野ユナイテッドとの連携 や、有明アリーナで行われたホーム開幕戦（第2節・対埼玉戦）にて、国内クラブ主管試合最多入場者数を更新する9,295人を動員するなど 高い注目を集めた。なお、この記録は前日に国立代々木競技場 第一体育館で行われたB.LEAGUE 2022-23 B1リーグ戦第2節・A東京対千葉J戦で記録されたB.LEAGUEクラブ主管試合最多入場者数9,167人を抜くことになり、B1の人気チーム同士という対戦カードでの記録をB3に新規参入したばかりのチームが抜くことは極めて異例である。
レギュラーシーズンを6位（33勝19敗）で終え、初年度からプレーオフ出場を果たした。プレーオフはクォーターファイナルで静岡に敗れた。
2022年10月11日、B.LEAGUE準加盟に認定されたものの、2023年3月13日、B2クラブライセンス取得に必要な条件で充足できない項目が出たため、申請していたB2クラブライセンスの取り下げを発表した。

#### 2023-24シーズン
スローガン：Be aggressive + Be smart
早水体制2年目。齋藤、チョル、ママドゥ、東 が退団し、今林萌、德川慎之介、チュクゥディエベレ・マドゥアバム が加入した。また、シーズン途中の2023年12月に、練習生の山本鳴海と選手契約を締結した。
ホーム開幕戦の2023年10月14日・対鹿児島レブナイズ戦、有明アリーナ（メイン）の入場者数が10,358人を記録。国内クラブ主管1試合最多入場者数記録を再び更新した。チームは10月から11月にかけて6連勝を挙げたが、中盤に勝ち星が伸びず。湘南・立川との順位争いを辛うじて制し、レギュラーシーズン7位（28勝22敗）で2年連続プレーオフ進出した。
2024年3月19日、B2クラブライセンスを初交付された。またプライマリーロゴの変更も併せて発表した。

#### 2024-25シーズン
新ヘッドコーチに元東京ZHCの橋爪純が就任。創設期からチームをけん引したクレイグらが退団し、田口暖、長尾光輝、ローカス・ガスティス、リース・ヴァーグが新加入。また、チョルが2季ぶりに復帰し、シーズン途中の2025年2月には齋達也・トビンマーカス海舟（千葉ジェッツから期限付移籍）・浅野啓斗が加入した。レギュラーシーズンでは、主将・川島蓮が年間ベスト5・スティール数リーグ2位の活躍等により、チーム最高の15連勝を記録するなど年間2位（43勝9敗）の好成績を挙げ、3年連続プレーオフ進出を果たすも、プレーオフ緒戦で東京Zに敗退した。
2024年12月28日、2026-27シーズンからのB.LEAGUE再編における「B.LEAGUE ONE」参入の申請を開始したことを表明した。

## 成績

### タイトル・表彰
- B3リーグ 2022-23

平均アシスト1位：マイケル・クレイグ、年間ベスト5：マイケル・クレイグ
- B3リーグ 2024-25

年間ベスト5：川島蓮

## 選手とスタッフ
| 記号説明 |                           |  |                           |
|          | チームキャプテン          |  | (C) オフコートキャプテン  |
|          | 故障者                    |  | (+) シーズン途中契約      |
|          | (S) 出場停止              |  | (帰) 帰化選手             |
|          | (ア) アジア特別枠選手     |  | (申) 帰化申請中選手（B3） |
|          | (特) 特別指定選手         |  | (留) 留学実績選手（B3）   |
|          | (育) ユース育成特別枠選手 |  | (U) U22枠選手             |

公式サイト
| - ロースター - スタッフ - 故障者リスト | - 選手契約登録規程 B1.B2 / B3 - FA選手リスト |

## 応援・アリーナ演出

### マスコットキャラクター
- ユナイト

クラブ創立時の2022年3月28日から、地球にバスケ修行に来ている月ウサギ。背番号は00。キレのあるダンス・イタズラでアリーナを盛り上げ、「マスコットオブザイヤー2023-24」ではB3リーグマスコットの中で1位（全体16位）となった。

### 広報大使
- 小貫莉奈（2022-）[35]

### アリーナMC
- 竹本タクシー（2022-）[36]

### チアダンスチーム
「UNITEDANCERS」がホームゲーム（一部）でパフォーマンスを披露する。2023-24シーズン（3代目）から男性2名が加わり、男女混成チームとなっている。

## 次世代育成

### TUBCメモリアルカップ
プロチームとして始動する前の2021年3月、コロナ禍にあって運動・バスケでの活躍機会が少なかった小学6年生のため、3人制での大会「TUBC MEMORIAL CUP 2021」を開催した。その後も、江東区を中心としたU-12世代を対象に、メモリアルカップ（各年3月）・スプリングカップ・サマーカップを開催した。

### アカデミー
2021年4月、大野慎子らをコーチに江東区新木場にてバスケットボールスクールを開校。その後有明・豊洲・江戸川区へスクールを展開している。
また、2022年3月にはダンスアカデミーを江東区内で開校。チアダンススクールを展開している。

### ユースチーム
2022年4月に、U-15カテゴリーのジュニアユースチーム「TUBC U-15」を設立し、運営している。